# Hrabstwo Jefferson (Waszyngton)
Hrabstwo Jefferson (ang. Jefferson County) – hrabstwo w stanie Waszyngton w Stanach Zjednoczonych. Hrabstwo zajmuje powierzchnię 2183,52 mil² (5655,29 km²). Według szacunków United States Census Bureau w roku 2009 miało 29 676 mieszkańców. Siedzibą hrabstwa jest Port Townsend.
Hrabstwo zostało wydzielone 22 grudnia 1852 r. z obszaru hrabstwa Thurston. Jego nazwa pochodzi od nazwiska prezydenta USA Thomasa Jeffersona.

## Miasta
- Port Townsend

## CDP
- Brinnon
- Marrowstone
- Port Hadlock-Irondale
- Port Ludlow
- Quilcene